# واسطة الرفدي (الرقة)
واسطة الرفدي قرية سورية تتبع ناحية مركز الرقة في منطقة مركز الرقة في محافظة الرقة. بلغ عدد سكانها 103 نسمة في عام 2004 حسب إحصاء المكتب المركزي للإحصاء.